# Carthage (Indiana)
Carthage és una població dels Estats Units a l'estat d'Indiana. Segons el cens del 2000 tenia 928 habitants. 373 habitatges, i 255 famílies. La densitat de població era de 628,6 habitants per km².